# Kościół Świętego Krzyża i Matki Bożej Nieustającej Pomocy w Tarnowie
Kościół Świętego Krzyża i Matki Bożej Nieustającej Pomocy w Tarnowie – kościół parafialny w Tarnowie, w dzielnicy Krzyż. Zbudowany został w latach 1968–1971, a konsekrowany 29 czerwca 1975 roku. 

## Historia
Mieszkańcy Krzyża w latach 1883–1884 wybudowali niewielką kaplicę, w podzięce Bogu za zatrzymanie zarazy z roku 1873, w wyniku której w przeciągu trzech miesięcy zmarło około 150 mieszkańców tej wsi.
Kaplica pod wezwaniem Podwyższenia Krzyża Świętego została poświęcona przez ks. Stanisława Walczyńskiego 21 września 1884 roku. Obiekt w latach 1910–1911 został rozbudowany do formy kościoła. Jego projektantem był tarnowski architekt Augustyn Tarkowski, a pracami budowlanymi kierował Jan Marek. W 1925 roku przez biskupa Leona Wałęgę została erygowana nowa parafia Świętego Krzyża i Matki Bożej Nieustającej Pomocy. 
W roku 1958 Krzyż przyłączono do Tarnowa, a dzielnica zaczęła się rozwijać. W miarę zwiększania liczby ludności rosło zapotrzebowanie na większy kościół. Starania o budowę nowego kościoła w Krzyżu, od 1958 roku dzielnicy Tarnowa, podjął ks. Andrzej Kmiecik, proboszcz parafii Świętego Krzyża i Matki Bożej Nieustającej Pomocy od 1965 roku. Zezwolenie na budowę nowej świątyni udało się uzyskać 11 lipca 1968 roku i rozpoczęto rozbiórkę starego kościoła. i budowę nowego. Pozostawiono jednak transept, wokół którego  w latach 1968–1971, zbudowano nowy kościół. Projekt nowego obiektu stworzył zespół z Krakowa pod kierownictwem architekta J. Kursy.
Kościół został konsekrowany przez biskupa Jerzego Ablewicza 29 czerwca 1975 roku, w 50. rocznicę powstania parafii.   

## Architektura
Kościół zbudowany został w technologii tradycyjnej z użyciem cegły i kamienia, ale też żelbetu. Kościół posiada trzy nawy, nad portalem wejściowym wznosi się kwadratowa wieża przykryta iglicowym hełmem.  Wnętrze zdobi polichromia wykonana przez Stanisław Jakubczyka, ponadto  marmurowy ołtarz z 1973 roku oraz kopia krucyfiksu z klasztoru świętej Kingi w Starym Sączu autorstwa Mieczysława Stobierskiego. W bocznym ołtarzu umieszczono obraz Matki Bożej Nieustającej Pomocy ze starego kościoła. Przywieziony on został z Rzymu przez biskupa Leona Wałęgę w 1914 roku.